# Anna Turley
Anna Catherine Turley (ur. 9 października 1978 w Dartford) – brytyjska polityczka Partii Pracy, deputowana Izby Gmin.

## Działalność polityczna
W okresie od 7 maja 2015 do 6 listopada 2019 reprezentowała okręg wyborczy Redcar w brytyjskiej Izbie Gmin. W 2024 ponownie została wybrana z tego samego okręgu do niższej izby brytyjskiego parlamentu.